# Доменіко Марія Белцоппі
Доменіко Марія Белцоппі (італ. Domenico Maria Belzoppi;Борго-Маджоре, 14 листопада 1796 – 8 лютого 1864) — політик і державний діяч Сан-Марино кінця XV — початку XVI сторіччя. Кілька разів був капітаном-регентом Республіки.

## Біографія
У 1831 році він одружився з Марією Джанніні. У них було троє дітей.
Він був пов'язаний з карбонерією.
Белцоппі був капітаном-регентом Сан-Марино у 1849 році (квітень-жовтень).Він займав уряд капітана-регента разом з разом з П'єром Маттео Берті. Під час його каденції Джузеппе Гарібальді прибув до Сан-Марино після втечі з Риму. Тут він знайшов безпеку. Гарібальді навіть зустрівся з Белцоппі. Оскільки Сан-Марино запропонувало Гарібальді безпеку у 1849 році, воно змогло залишитися незалежним під час об'єднання Італії.